# Zawiercie Duże
Zawiercie Duże (dawnie także Zawiercie Większe) – dawna wieś, jedna z dwóch (obok Zawiercia Małego) pierwotnych ognisk osadniczych współczesnego miasta Zawiercie.

## Historia
Historia miasta Zawiercie sięga 1431 roku, kiedy to w dokumencie nadającym grunty i zezwolenie na zbudowanie karczmy po raz pierwszy została wymieniona nazwa Zawiercie. W końcu XVIII wieku istniały dwie sąsiadujące miejscowości: Zawiercie Większe, w którym znajdował się tartak oraz Zawiercie Małe z fryszerką . Na przełomie XIX i XX w. utrwalił się podział na dwie wsie: Zawiercie Duże i Zawiercie Małe.
Zawiercie Duże rozpościerało się po lewej stronie Warty, wzdłuż drogi wiodącej do Poręby (współczesna ulica Wojska Polskiego). W 1827 liczyło ono tylko 56 domostw i 289 mieszkańców . Położenie po lewej stronie rzeki sprawiło, że Zawiercie Duże wchodziło w skład dóbr Mrzygłód w powiecie będzińskim, podczas gdy Zawiercie Małe po prawej stronie Warty wchodziło w skład dóbr Kromołów w powiecie olkuskim.
Na rozwój obu wsi zawierciańskich mocno wpłynęła budowa Kolei Warszawsko-Wiedeńskiej w XIX wieku. Wybudowanie kolei na wschód od Zawiercia Małego sprawiło, że mimo położenia po prawej stronie Warty miejscowość zrosła się z Zawierciem Dużym, głównie na osi ulicy Aptecznej z powstałym między obydwoma miejscowościami Starym Rynkiem. Obie miejscowości weszły w 1867 roku w skład nowo utworzonej gminy Poręba Mrzygłodzka w powiecie będzińskim. Wokół powstały zakłady przemysłowe i osiedla przyfabryczne.
Podczas I wojny światowej Zawiercie Duże i Zawiercie Małe znalazły się pod okupacją niemiecką i reformowanego tam powiatu będzińskiego, gdzie 1 lipca 1915 połączyły się w miasto Zawiercie na mocy Ustawy Miejskiej dla okręgów Królestwa Polskiego znajdujących się pod zarządem niemieckim. Zurbanizowane obszary Zawiercia na wschód od Kolei Warszawsko-Wiedeńskiej znalazły się początkowo w strefie okupacyjnej austriackiej i utworzonym tam powiecie dąbrowskim, gdzie weszły w skład gminy Kromołów, której zostały siedzibą. W marcu 1915 władze austriackie zasygnalizowały, że organizacja gminy Kromołów nie została w pełni przeprowadzona i że „obszar gminy pozostaje ten sam jak dotychczas, o ile wskutek umowy z niemieckim zarządem wojskowym co do granicy, części gminy nie przypadają na terytorium zarządu Niemieckiego”. Doszło do tego 15 sierpnia 1915, kiedy to Zawiercie (Wschodnie) z fabryką Huldscinskiego wyłączono z gminy Kromołów, zatwierdzając tym samym jego przynależność do miasta Zawiercia w niemieckiej strefie okupacyjnej; równocześnie siedzibę gminy Kromołów przeniesiono z Zawiercia (Wschodniego) do Kromołowa.
Po wojnie całe miasto Zawiercie znalazło się w granicach niepodległej Polski.